# Lizard Island
Lizard Island (nome aborigeno: Jiigurru) è un'isola continentale situata nel mar dei Coralli al largo della costa settentrionale del Queensland in Australia. Appartiene alla contea di Cook e si trova 93 km a nord della città di Cooktown e 250 km a nord di Cairns. L'isola, assieme agli isolotti che la circondano, fa parte del Lizard Island National Park. Sull'isola c'è un aeroporto (IATA: LZR).

## Geografia
Lizard Island è situata a sud-est di Cape Melville e dista 33 km da Cape Flattery (in direzione a nord-est). È un'isola con un clima tropicale; ha una superficie di circa 10 km², la sua altezza massima è di 359 m.
Le piccole isole che la circondano e che fanno parte del parco sono: Osprey Island, Palfrey Island, South Island e Seabird Islet. È inclusa anche Eagle Island che si trova discosta dal gruppo, a sud-ovest.
Il lato meridionale di Lizard, assieme a Palfrey, South e Seabird, delimitano una laguna profonda 10 m, la Blue Lagoon.

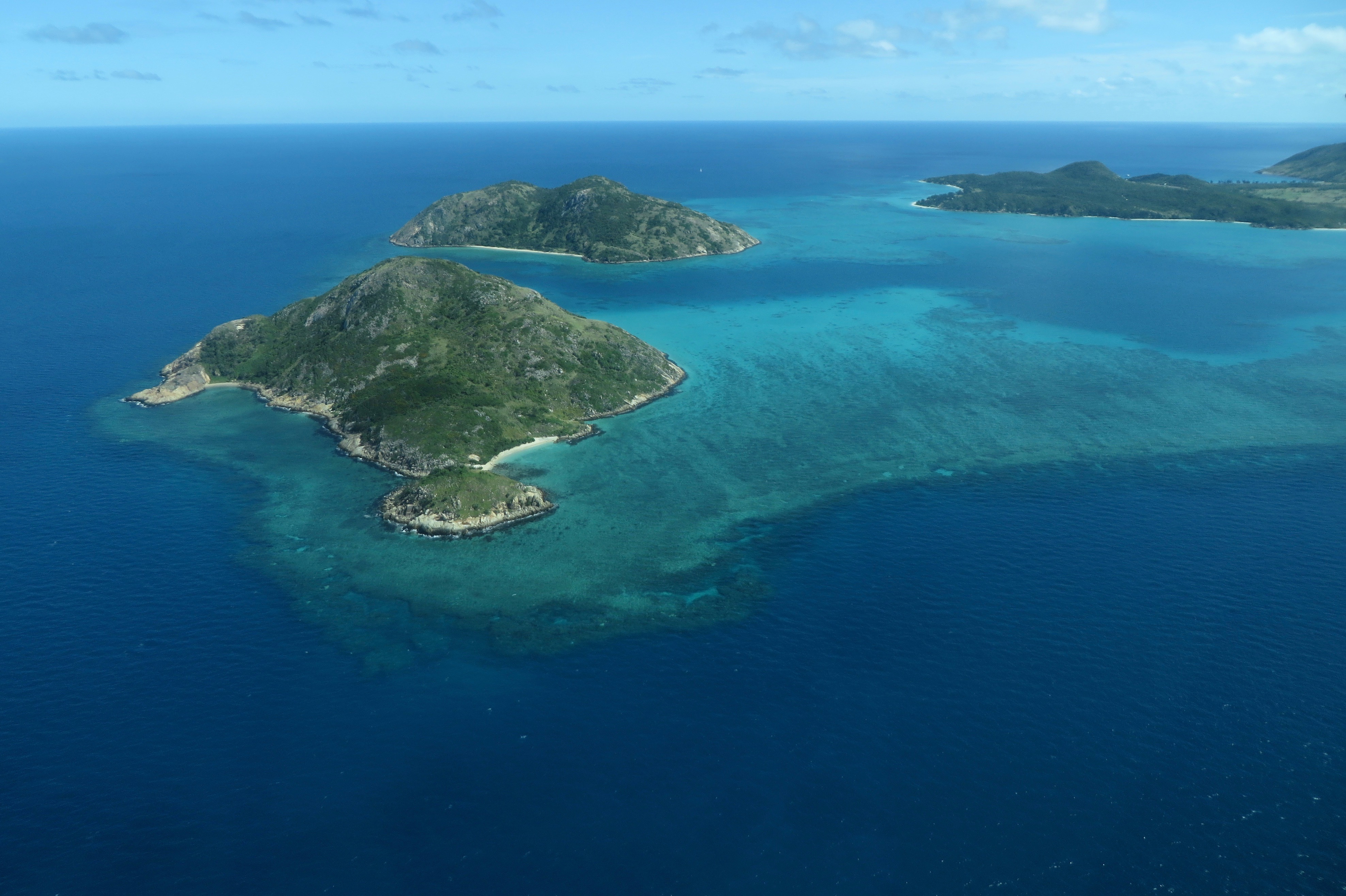
South e Palfrey Island e la Blue Lagoon

### Fauna
Il varano più diffuso sull'isola è il varano argo. Sono presenti molti pipistrelli, tra cui la volpe volante nera. L'isola è luogo di nidificazione della tartaruga verde e della tartaruga comune.
Fra gli uccelli, si segnala: l'aquila pescatrice panciabianca, il falco pescatore, il cucal fagiano, la nettarinia ventregiallo e, d'estate, il piccione imperiale bianconero.

## Storia
Le isole sono ricche di significato culturale per il popolo aborigeno Dingaal e contengono siti sacri di iniziazione e cerimoniali. Il nome aborigeno dell'isola è Jiigurru.
James Cook diede questo nome all'isola nel 1770 durante il suo primo viaggio poiché trovò che fosse abitata, come unico animale terrestre, solamente da lucertole (lizard in inglese) Egli salì sulla sommità dell'isola per valutare il percorso migliore per la HMS Endeavour tra i canali e le barriere coralline dell'area.